# Laphystia varipes
Laphystia varipes är en tvåvingeart som beskrevs av Charles Howard Curran 1931. Laphystia varipes ingår i släktet Laphystia och familjen rovflugor. Inga underarter finns listade i Catalogue of Life.